# Martin Lemay
Pour les articles homonymes, voir Lemay.
Martin Lemay (né en 1964), est un homme politique québécois. Il a été le député péquiste de Sainte-Marie-Saint-Jacques à l'Assemblée nationale du Québec de 2006 à 2012 et a été porte-parole de l'opposition officielle en ce qui concerne la métropole.

## Biographie
Né à Amos en Abitibi-Témiscamingue, il a fait ses études en histoire et en droit social à l'UQAM. Il reçoit également une attestation d'études de deuxième cycle en management public à l'École nationale d'administration publique.
Lemay a fait ses débuts en politique municipale. Il est élu pour la première fois en 1994 comme conseiller municipal. En 2001, il est président puis maire de l'arrondissement Ville-Marie jusqu'aux élections de 2005. Lorsque Pierre Bourque tente d'être élu député pour l'Action démocratique du Québec, il devient le chef du parti Vision Montréal, alors parti officiel de l'Opposition contre l'équipe de Gérald Tremblay.
En avril 2006, il est élu dans le château fort de Claude Charron et d'André Boulerice lors d'une élection partielle dans la circonscription de Sainte-Marie-Saint-Jacques devant la candidate libérale Nathalie Malépart, elle-même fille de l'ancien député Jean-Claude Malépart. Lemay avait reçu l'appui du SPQ Libre de Pierre Dubuc.
Pendant ce premier bref mandat de moins d'un an, Martin Lemay est porte-parole de l'opposition officielle en matière d'habitation et de métropole (Montréal).
À l'élection générale québécoise de 2007, Martin Lemay est réélu dans la même circonscription. Avant le départ d'André Boisclair comme chef du Parti québécois, il est nommé porte-parole du deuxième groupe d'opposition en matière d'immigration et des communautés culturelles et porte-parole du deuxième groupe d'opposition pour la métropole. Il ne se représente pas lors des élections de 2012.

## Œuvres
- Martin Lemay, Lettres à un jeune gauchiste, Accent grave, 2013, 58 p.
- Martin Lemay, L'union fatale: comment l'union entre la gauche et le mouvement indépendantiste compromet l'indépendance du Québec, Accent grave, 2014, 206 p.
- Martin Lemay, À la défense de Maurice Duplessis, Québec Amérique, 2016, 165 p.